# Confédération océanienne de cyclisme
 (mars 2023).
Si vous disposez d'ouvrages ou d'articles de référence ou si vous connaissez des sites web de qualité traitant du thème abordé ici, merci de compléter l'article en donnant les références utiles à sa vérifiabilité et en les liant à la section « Notes et références ».
 (mars 2023).
La Confédération océanienne de cyclisme (en anglais : Oceanian Cycling Confederation) est l'une des cinq confédérations continentales membres de l'Union cycliste internationale. Basée à Melbourne, elle regroupe les fédérations nationales de 11 pays, ainsi que trois associations associées. Elle organise les championnats d'Océanie des différentes disciplines cyclistes.

## Membres
Membres à part entière :
- American Samoa Cycling Federation
- Cycling Australia
- Cook Islands Cycling Federation
- Cycling Fiji
- Guam Cycling Federation
- Nauru Cycling Federation
- Cycling New Zealand
- Belau Cycling Federation
- Cycling Federation of Samoa
- Solomon Islands Cycling Federation
- Vanuatu Cycling Federation

Membres associés :
- Comité Régional de Cyclisme Nouvelle-Calédonie
- Northern Mariana Islands Cycling Federation
- Fédération Tahitienne de Cyclisme